# Sauvigny
Sauvigny là một commune thuộc tỉnh Meuse trong vùng Grand Est đông nam nước Pháp.